# Epistolario di Niccolò Machiavelli
L'epistolario di Machiavelli è uno dei più ricchi (oltre duecento lettere) della tradizione letteraria italiana rinascimentale. 
Le lettere "familiari" scritte da Machiavelli ad amici ci sono pervenute solo parzialmente. Sono lettere composte non in vista della pubblicazione, quindi non sono letterariamente atteggiate, sono stese con grande immediatezza, con un colloquio autentico e libero con i destinatari. Si ritrovano serie riflessioni di teoria politica e di analisi dei problemi contemporanei, ma anche scherzi, motti e sfoghi di umori.
Spiccano tra tutte le lettere quelle rivolte a Francesco Guicciardini e Francesco Vettori. Da una lettera a quest'ultimo, datata 10 dicembre 1513, si desume la data di composizione del Principe.

## Edizioni principali
- Niccolò Machiavelli, Lettere, a cura di Franco Gaeta, Torino, UTET, 1984
- Niccolò Machiavelli, Lettere a Francesco Vettori e a Francesco Guicciardini, a cura di Giorgio Inglese, Milano, Biblioteca universale Rizzoli, 2002